# Sophie Román Haug
Sophie Román Haug (Kløfta, 4 juni 1999) is een voetbalspeelster uit Noorwegen. Ze speelt als Aanvaller voor Liverpool in de FA Women's Super League.
Sophie Román Haug speelde in de jeugd voor Kløfta Idrettsflag. In 2015 maakte Román Haug de overstap naar LSK Kvinner. Met 14 goals had Román Haug een groot aandeel in het winnen van de competitie en de beker in 2018. In 2020 werd Román Haug topscorer voor LSK Kvinner. Een jaar later werd Román Haug verkozen in het team van het jaar van de Toppserien.
In januari 2022 maakte Román Haug voor een recordbedrag voor LSK Kvinner de overstap naar AS Roma.
Liverpool nam Román Haug in september 2023 over van AS Roma. In de derby tegen Everton maakte Román Haug haar debuut voor Liverpool. Haar eerste goal maakte Román Haug in de uitwedstrijd tegen Tottenham Hotspur op 12 november 2023.

## Statistieken
| Seizoen    | Club        | Land      | Competitie              | Wedstrijden | Doelpunten |
| ---------- | ----------- | --------- | ----------------------- | ----------- | ---------- |
| 2015-2021  | LSK Kvinner | Noorwegen | Toppserien              | 108         | 49         |
| 2021-2023  | AS Roma     | Italië    | Serie A                 | 25          | 11         |
| 2023-heden | Liverpool   | Engeland  | FA Women's Super League | 4           | 1          |
| Totaal     | Totaal      | Totaal    | Totaal                  | 127         | 61         |

Laatste update: nov 2023

## Internationaal
Sophie Román Haug werd in 2018 voor het eerst opgeroepen voor het Noors voetbalelftal⁣, maar haar debuut maakte Román Haug pas in 2022. Op 29 juni 2022 mocht Román Haug invallen in een EK-kwalificatiewedstrijd tegen Denemarken. Op 6 september 2023 maakte Román Haug haar eerste drie interlandgoals in een WK-kwalificatiewedstrijd tegen Albanië dat eindigde in een 5-0 overwinning.
Op 19 juni 2023 werd bekend dat Román Haug deel uitmaakte van de selectie van Noorwegen voor het WK 2023. Op 30 juli maakte Román Haug een hattrick in het laatste groepsduel tegen Filipijnen waardoor Noorwegen zich plaatste voor de play-offs voor het WK. Het was de vierde keer dat een Noorse speelster een hattrick maakte op een WK. Het duel in de achtste finale werd de uitschakeling voor Noorwegen nadat met 3-1 werd verloren tegen Japan.